# Isoctenus corymbus
Isoctenus corymbus är en spindelart som beskrevs av Polotow, Brescovit och Pellegatti-Franco 2005. Isoctenus corymbus ingår i släktet Isoctenus och familjen Ctenidae. Inga underarter finns listade i Catalogue of Life.